# Бајрам Салијевић
Бајрам Салијевић (Тулап, 16. новембар 1948. године) је фотограф, фото-репортер и сниматељ. Аутор је више самосталних изложби фотографија које се чувају у Завичајном одељењу Народне библиотеке у Бору.
Тренутно ради као сниматељ и представник новинарске агенције Танјуг за Борски и Зајечарски округ.

## Биографија
Рођен је у Тупалу крај Медвеђе. Године 1956. дошао је у Бор, где је завршио основну школу, након чега је уписао и завршио Одсек фотографије и камере Школе ученика у привреди у Београду.
У Бор се вратио 1969. године и почео да ради као фото-репортер листа Колектив све до краја 1972. године, када је посао фото-репортера наставио у редакцији листа Тимок у Зајечару. Од тада је сарађивао са Томиславом Мијовићем, уредником часописа Развитак, у којем, такође, редовно објављује фотографије.
Поново се вратио у Бор 1989. и, опет као фото-репортер, радио у редакцији Колектива и ту остао све до 1993. године, када је, оснивањем Телевизије Бор, постао и један од првих сниматеља.
У међувремену је сарађивао и са другим гласилима: Политици, Политици експрес, Вечерњим новостима, Борским новостима, Крајини, Мајданпечким новинама, Књажевачким новинама и најразличитијим монографским издањима издатим у региону.

## Каријера
Као млад фоторепортер у Колективу, Тимоку и дописништву Политике експрес, Бајрам Салијевић је у редакције тих листова унео нову динамику и подстакао ангажовање, серијама фотографија и новим рубрикама као што су У слици и речи и Фотографија дана.
Његова ангажованост долази до изражаја када је, у јануару 1974, на личну иницијативу, фотографисао еколошки инцидент са катастрофалним последицама који се десио приликом изливања мајданпечког јаловишта и завршио потапањем Дебелог Луга и загађењем Пека све до Дунава, за шта је награђен одмах након објављивања фотографија.
Медаљу рада за фотографију добио је за серију фотографија Тито у посети Тимочкој Крајини 1977. године. Била је то његова прва серија фотографија за часопис Развитак, чиме је започео дугогодишњу сарадњу са уредником Томиславом Мијовићем, који је посебну пажњу посвећивао фотографијама са визуелним реторичким фигурама или премисама, уклапајући их у поезију, најразличитије текстове о култури, уметности или друштвеној стварности.
Као резултат те сарадње и пријатељства рађало се све веће интересовање Бајрама Салијевића за уметничком фотографијом. Фотографише природу и бави се макро фотографијом, како би приближио апстракције природе, али не запоставља ни свакодневни живот градова Тимочке Крајине.

## Изложбе
До сада је имао 17 самосталних изложби фотографија, од којих је трећа изложба у серији Портрет фотографа, априла представљена у Бору.
Посебну вредност изложбе и саме колекције Бајрама Салијевића чине фотографије изложбеног формата 40 х 30 центиметара које је сам одабрао и израдио са негатива на фотопапиру, чиме је заокружио процес фотографисања, селекције, израде и излагања фотографија, односно уметности фотографије као стваралачке вештине и израза.